# Вежа Бурана
Вежа Бурана (кирг. Бурана мунарасы) — великий мінарет у Чуйській долині на півночі Киргизстану. Він розташований близько 80 км на схід від столиці країни Бішкек, поблизу міста Токмок. Вежа разом із похованнями, земляними укріпленнями, руїнами замку та трьох мавзолеїв — це все, що залишилося від стародавнього міста Баласагун, заснованого Караханідами наприкінці 9 століття. Збудована в 11 столітті вежа слугувала зразком для кількох інших мінаретів. Це одна з найдавніших архітектурних споруд Середньої Азії.
Ззовні вежа восьмикутна, всередині кругла. Сходи, що починаються ззовні, через двері на висоті 5 м заходять всередину і продовжуються крутими гвинтовими сходами, дозволяють відвідувачам піднятися на її дах. Спочатку споруда мала висоту 45 м, однак протягом століть ряд землетрусів завдав їй значної шкоди. Останній великий землетрус у 15 столітті зруйнував верхню половину вежі, зменшивши її до нинішньої висоти 25 м. У 1970-х роках виконано проєкт реконструкції фундаменту та ремонт західної сторони вежі, якій загрожував новий обвал.
Уся територія, включно з мавзолеями, фундаментами замку та надгробками, тепер функціонує як музей. На території є невелика будівля, де зібрана історична інформація, а також артефакти, знайдені на місці та в околицях.

## Легенда
Легенда, пов'язана з вежею, розповідає про народження дочки могутнього хана. Хан відзначив цю подію, запросивши всіх ворожбитів своєї країни, щоб вони прорікли йому майбутнє його дочки. Один старець сказав, що його донька помре від укусу павука на свій шістнадцятий день народження. Щоб захистити її, хан побудував високу вежу, аби її донька жила в ній сама. Слуги хана приносили їй їжу, доставляючи її в кошику, піднімаючись по драбині, приставленій до вежі. Все ретельно спланували, щоби жоден павук не потрапив у вежу.
На шістнадцятий день народження хан привітав доньку, сам принісши їй кошик фруктів. Однак батько не помітив отруйного павука, який сховався в кошику. Коли його дочка потягнулася до фрукта, павук вкусив її на смерть. Несасмовитий від горя хан так голосно плакав, що частина вежі розвалилася.